# Оркрист
О́ркрист (англ. Orcrist, з синдарину — «Убивця орків») — у легендаріумі Дж. Р. Р. Толкіна меч, що був викутий у Першу Епоху ельфійськими ковалями міста-держави Ґондолін. Імовірно, належав Ектеліону — воєначальнику Турґона. Як і всі ельфійські мечі, Оркрист світився синім і білим полум'ям при наближенні орків та інших лихих істот.
Після падіння Ґондоліна потрапив до рук сил Ворога. Був знайдений через 6500 років потому, у 2941 році Третьої Епохи Ґандальфом та його супутниками, що йшли в похід за скарбами дракона Смоґа на Ереборі, в печері трьох скам'янілих тролів в Еріадорі, далеко на схід від затопленого краю Белеріанд. Меч став власністю короля ґномів Торіна II Дубощита.
Під час полонення Торіна ельфами Оркрист був відібраний у нього ельфійським королем Трандуїлом. Після смерті Торіна внаслідок поранення у Битві П'яти Армій Трандуїл поклав меч йому на надгробок. Оскільки ґондолінська зброя світилася щоразу, коли наближались вороги, відтоді ніхто не міг зненацька напасти на царство ґномів.
Орки ненавиділи цей меч не менше від Гламдринга і дали йому ім'я «Кусач» (англ. Biter).

## Джерело
- Толкін Дж. Р. Р. Гоббіт або Туди й Звідти — (будь — яке видання).